# Candelaria, Quintana Roo
Candelaria är en ort i Mexiko.   Den ligger i kommunen José María Morelos och delstaten Quintana Roo, i den östra delen av landet, 1 100 km öster om huvudstaden Mexico City. Candelaria ligger 53 meter över havet och antalet invånare är 963.
Terrängen runt Candelaria är platt. Runt Candelaria är det mycket glesbefolkat, med 5 invånare per kvadratkilometer. Närmaste större samhälle är Kancabchén, 10,4 km öster om Candelaria. I omgivningarna runt Candelaria växer i huvudsak städsegrön lövskog.